# Duguetia tuberculata
Duguetia tuberculata är en kirimojaväxtart som beskrevs av Paulus Johannes Maria Maas. Duguetia tuberculata ingår i släktet Duguetia och familjen kirimojaväxter. Inga underarter finns listade i Catalogue of Life.